# Leon Koudelak
Leon Koudelak (* 17. Juli 1961 in Krnov) ist ein klassischer Gitarrist.

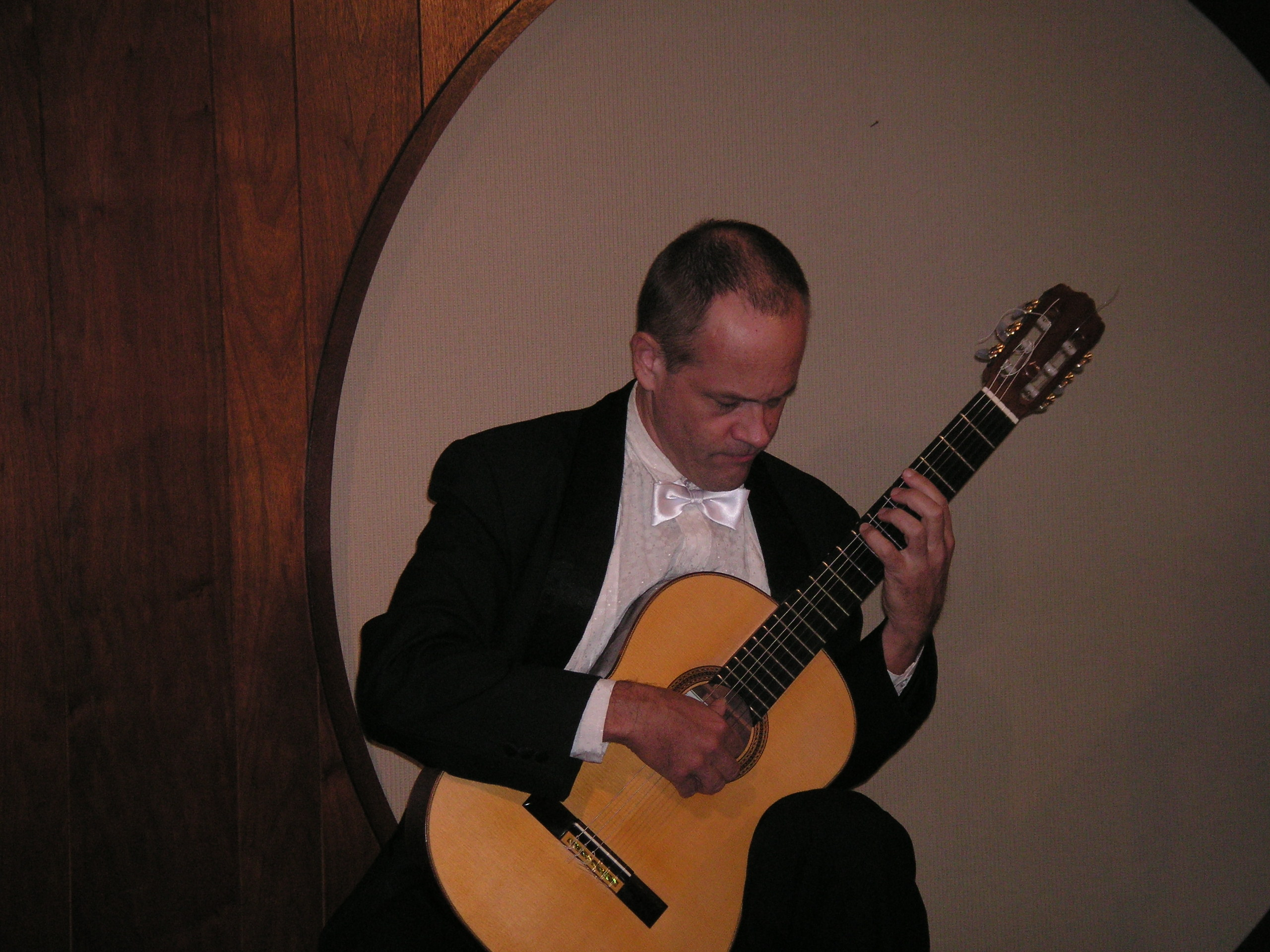
Leon Koudelak in Nagoya 2007

## Leben
Als er sechs Jahre alt war, wanderten seine Eltern aus der  Tschechoslowakei nach Algerien aus. Sein Vater war Musiker und Arzt. Er wurde durch seinen Vater auf den amerikanischen Jazz aufmerksam. Sein Vater führte ihn aber auch zur klassischen Musik, insbesondere zu den tschechischen Komponisten Antonín Dvořák und Bohuslav Martinů. Später zogen seine Eltern in die Schweiz, wo Leon Koudelak im Alter von 12 Jahren zum ersten Mal Andrés Segovia hörte. Mit 17 Jahren ging er nach Wien und studierte beim  Gitarristen und Lehrer Karl Scheit an der Universität für Musik und darstellende Kunst Wien, später an der Zürcher Hochschule der Künste an der Seite von Konrad Ragossnig und war Schüler von Julian Bream in Liechtenstein. Er erhielt den Bachelor Degree, den Master of Arts Education und den Masters of Arts Degree (Mag. Art.) mit einstimmiger Auszeichnung in Wien und Zürich.
Er inspirierte, unter anderem, den Komponisten Michael Buchrainer, für die Gitarre zu schreiben.
Nach über 30 Jahren intensiver Konzerttätigkeit zog er sich vorübergehend aus der internationalen Musikszene zurück und ließ sich 2005 in Thailand nieder, um sich mehr in Asien zu engagieren. Er unterrichtet in Bangkok an der Mahidol University und Silpakorn University. Außerdem konzertiert er regelmäßig in Asien, organisiert Musikfestivals in Thailand und wirkt als künstlerischer Leiter bei der Thailand Guitar Society. Er gründete 1993 die  Liechtensteiner Gitarrentage „Ligita“, 2001 das Asia International Guitar Festival in Bangkok und 2009 das Pattaya Classical Guitar Festival. In der internationalen Musikszene wird er mit der Reputation „La mano santa de la guitarra“ beschrieben („Die heilige Hand der Gitarre“).
Im Jahr 2011 kündigte Leon Koudelak auf seiner Facebookseite eine mögliche Rückkehr auf die internationale Bühne an. Im April/Mai 2013 unternahm er eine Konzertreise durch Europa, die er in Asien mit Konzerten in Bangkok, Jakarta, Kathmandu, Pattaya, Tokio und Singapur fortsetzte.

## Auszeichnungen
Leon Koudelak ist Preisträger des  Gitarrenwettbewerbs „Fundation Jacinto e Inocencio Guerrero“ in Madrid und erhielt vom österreichischen Bundesministerium für Wissenschaft und Forschung  den Österreichischen Staatspreis für seine künstlerischen Leistungen.

## Diskografie
Es sind sechs CDs bei Tyrolis Classic und Tyrolis Music erschienen.
- 1989: Gitarrenmusik aus Spanien, Mexico and Brasilien
- 1992: Moderne Musik fuer Gitarre
- 1994: Joaquin Rodrigo - Guitar Music (Album) Joaquin Rodrigo - Guitar Music
- 1997: Pavana Triste
- 2002: Exotic Fruits (als beste Aufnahme des Jahres von der Gitarrenzeitschrift Les Cahiers de la Guitare ausgezeichnet)
- 2008: Leon Koudelak Live in Seoul

Er spielte Werke von Dionisio Aguado, Anton Diabelli, Lennox Berkeley, Michael Buchrainer, Antonio José, Maurice Ravel, Joaquín Rodrigo, Joaquín Turina, Carlo Domeniconi, Manuel María Ponce, Heitor Villa-Lobos, Roland Dyens, Francisco Tárrega, Eduardo Martin, David Coverdale, Glenn Hughes, Leo Brouwer u. a. ein.

## DVDs
- 2008: “Leon Koudelak live in Seoul”
- 2011: „Live in Seoul“ remastered, „10th anniversary edition“.”[11]